# Premio Magritte per il migliore attore

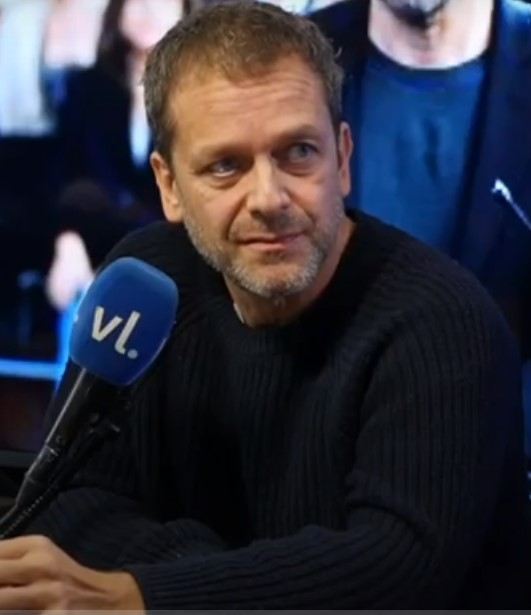
Jonathan Zaccaï è stato il primo vincitore del premio

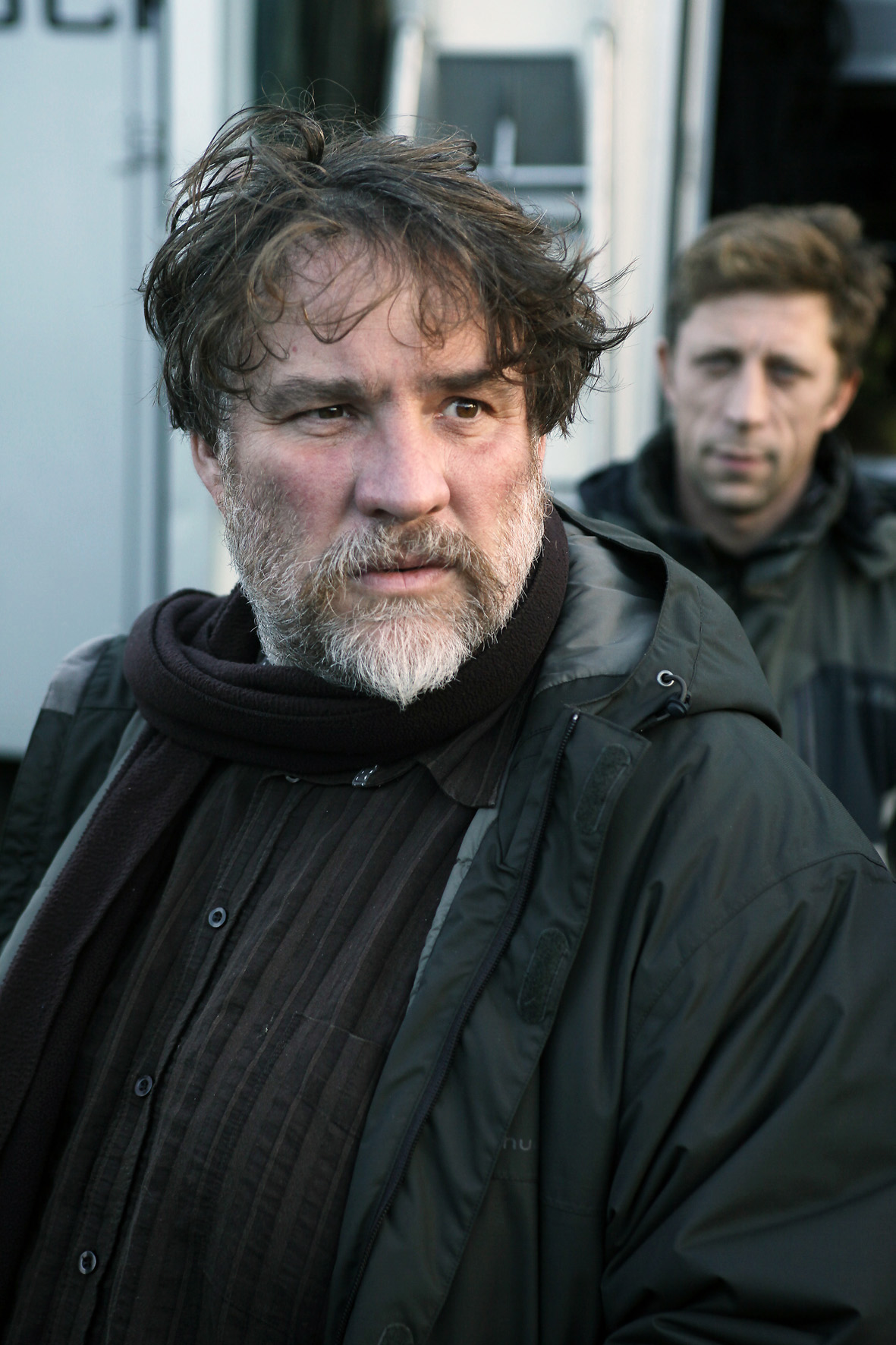
Bouli Lanners condivide il record di vittorie del premio, assegnatogli due volte, con Arieh Worthalter

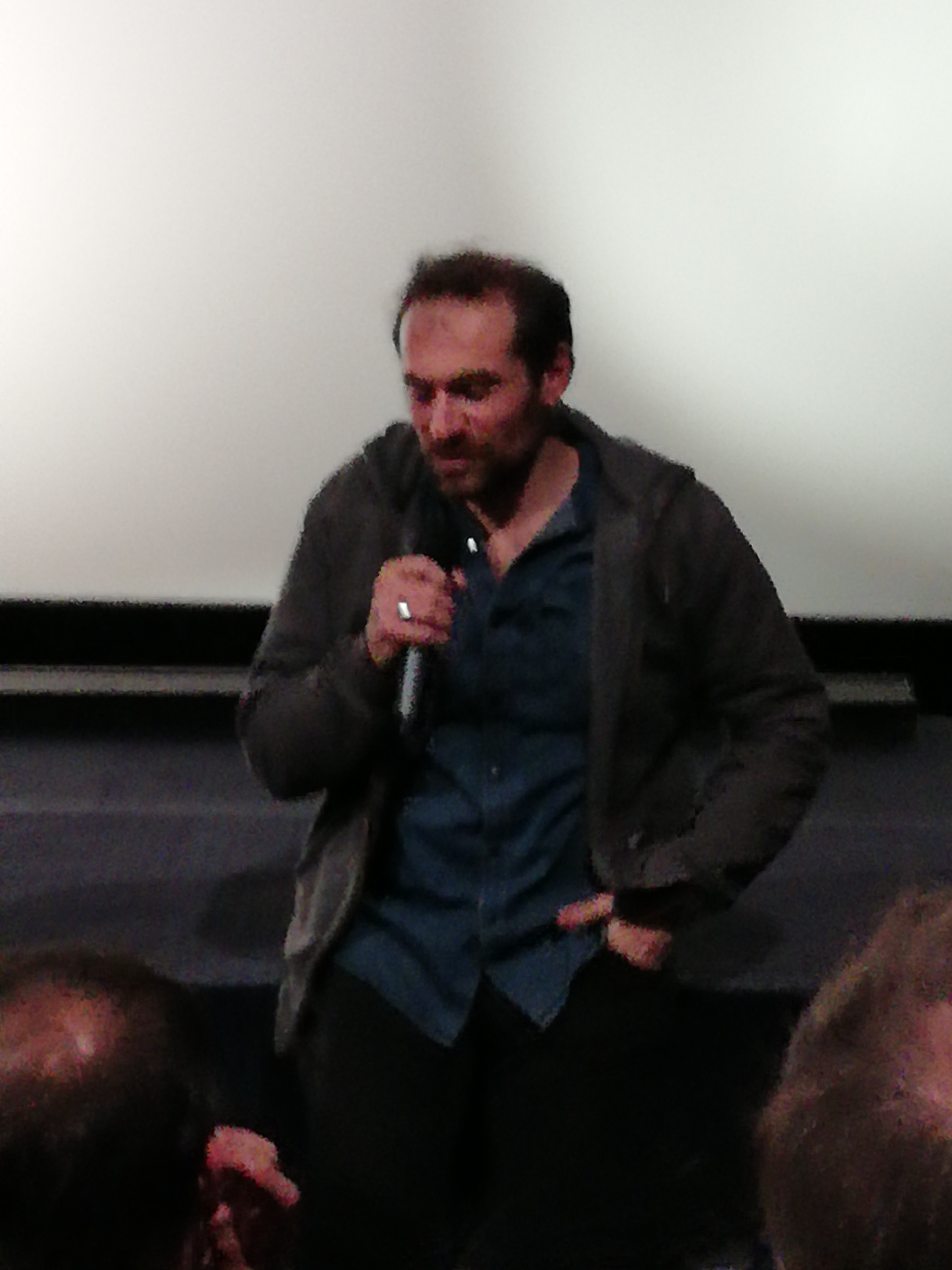
Arieh Worthalter condivide il record di vittorie del premio, assegnatogli due volte, con Bouli Lanners

Il Premio Magritte per il miglior attore (Magritte du meilleur acteur) è un premio cinematografico assegnato annualmente dall'Académie André Delvaux.

## Vincitori e candidati
I vincitori sono indicati in grassetto, a seguire gli altri candidati.

### Anni 2010-2019
- 2011: Jonathan Zaccaï - Élève Libre - Lezioni private (Élève libre)
  - Thierry Hancisse - La Régate
  - Mounir Ait Hamou - Les Barons
  - Olivier Gourmet - Un ange à la mer
- 2012: Matthias Schoenaerts - Bullhead - La vincente ascesa di Jacky (Rundskop)
  - Dominique Abel -La Fée
  - Benoît Poelvoorde - Emotivi anonimi (Les émotifs anonymes)
  - Jonathan Zaccaï - Quartier lointain
- 2013: Olivier Gourmet - Il ministro - L'esercizio dello Stato (L'Exercice de l'État)
  - Jérémie Renier - Cloclo
  - Matthias Schoenaerts - Un sapore di ruggine e ossa (De rouille et d'os)
  - Benoît Poelvoorde - Le grand soir
- 2014: Benoît Poelvoorde - Une place sur la Terre
  - Sam Louwyck - La quinta stagione (La Cinquième Saison)
  - François Damiens - Tango Libre
  - Jan Hammenecker - Tango Libre
- 2015: Fabrizio Rongione - Due giorni, una notte (Deux jours, une nuit)
  - François Damiens - Io faccio il morto (Je fais le mort)
  - Benoît Poelvoorde - Les Rayures du zèbre
  - Bouli Lanners - Lulu femme nue
- 2016: Wim Willaert - Je suis mort mais j'ai des amis
  - Bouli Lanners - All Cats Are Grey (Tous les chats sont gris)
  - François Damiens - La famiglia Bélier (La Famille Bélier)
  - Jérémie Renier - Ni le ciel ni la terre
- 2017: Jean-Jacques Rausin - Je me tue à le dire
  - Aboubakr Bensaihi - Black
  - François Damiens - Les Cowboys
  - Bouli Lanners - Les Premiers, les Derniers
- 2018: Peter Van Den Begin - Un re allo sbando (King of the Belgians)
  - Jérémie Renier - Doppio amore (L'Amant double)
  - Matthias Schoenaerts - Le Fidèle - Una vita al massimo (Le Fidèle)
  - François Damiens - Toglimi un dubbio (Ôtez-moi d'un doute)
- 2019: Victor Polster - Girl
  - Benoît Poelvoorde - Au poste!
  - François Damiens - Dany (Mon Ket)
  - Olivier Gourmet - Tueurs

### Anni 2020-2029
- 2020: Bouli Lanners - C'est ça l'amour
  - Kevin Janssens - De Patrick
  - Marc Zinga - The Mercy of the Jungle
  - Benoît Poelvoorde - 7 uomini a mollo (Le grand bain)
- 2021: sospeso a causa della Pandemia di COVID-19 in Belgio
- 2022: Jean Le Peltier - La folle vita (Une vie démente)
  - Bouli Lanners - Cette musique ne joue pour personne
  - Jérémie Renier - Slalom
  - Arieh Worthalter - Serre moi fort
- 2023: Bouli Lanners - La notte del 12 (La Nuit du 12)
  - Soufiane Chilah - Animals
  - Benoît Poelvoorde - Inexorable
  - Jérémie Renier - L'ennemi
  - Aboubakr Bensaihi - Rebel
- 2024: Arieh Worthalter - Il caso Goldman (Le Procès Goldman)
  - Bouli Lanners - Un coup de maître
  - Jérémie Renier - Ailleurs si j'y suis
  - Marc Zinga - Augure - Ritorno alle origini (Augure)
- 2025: Arieh Worthalter - Chiennes de vies
  - Jean-Jacques Rausin - Chiennes de vies
  - Benoît Poelvoorde - L'art d'être heureux
  - Bouli Lanners - Une affaire de principe